# 葉山なつみ
葉山 なつみ（はやま なつみ、1994年4月13日 - ）は、日本のタレント、モデル、アイドル、ライバー。「パティシエアイドル」として活動。向日葵プリンセスのメンバー。千葉県出身。

## 略歴
専門学校にて、栄養士免許、フードコーディネーター、食育インストラクター、パティシエの免許を取得。専門学校卒業後、パティシエとして働きながらポートレート、作品、ブライダル、サロンなどのモデル活動を始める。またライバーとして「17」「RakutenLive」「マシェバラ」などで配信活動も行う。
2019年2月22日、映像制作会社sommelierTVが主催するミス・コンテスト「ミスプレミア」で、第3代グランプリに選ばれる。同年3月より、『東京オーディション(仮)』(TOKYO MX)にレギュラー出演。
2020年8月1日、向日葵プリンセスのメンバーとしてデビュー。担当カラーは水色。10月より、『ARIGATEENA TV』(テレビ埼玉)にレギュラー出演。12月19日、アイドルグループ「コンビニ推進アイドル(仮)」に結成メンバーとして参加（LAWSON担当）。
2021年6月17日、初のグラビアDVD『はじめてがいっぱい』を発売。9月15日、ミスいちごオーディションのファイナリストで構成される「いちごアソシエイツ2021」に選出。
2022年1月31日、「いちごアソシエイツ2022」に選出。12月、「コンビニ推進アイドル(仮)」が活動終了。

## 作品

### DVD
- はじめてがいっぱい (2021年6月17日、sommelierTV)

### 本・雑誌掲載
- 『キレイな大人ヘア Vol.10』(2020年9月15日、ネコ・パブリッシング) -  ヘアカットモデル p.38
- JOSTAR 著『世界怪物大作戦Q (世直しYouTuber JOSTAR が闇を迎え撃つ!)』(2021年7月26日、ヴォイス)

## 出演

### テレビ
- ARIGATEENA TV (2020年10月 - 、テレビ埼玉) - レギュラー